# William Cheselden

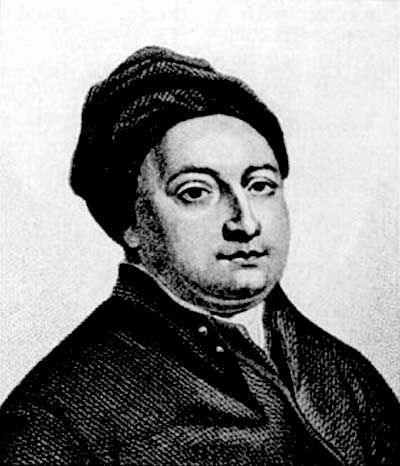
William Cheselden.

William Cheselden, född den 19 oktober 1688 i Leicestershire, död den 10 april 1752 i Bath, var en engelsk läkare.
Cheselden blev 1718 assistent surgeon och 1719 surgeon vid St Thomas' Hospital i London, utnämndes 1727 till kirurg hos drottning Karolina, utsågs 1733 till kirurg vid St. George's Hospital och 1737 till kirurg vid Chelsea Hospital. Cheselden var en av sin tids mest berömda engelska anatomer och kirurger. Hans Anatomy of human body (1713, med illustrationer av Joseph Highmore) utkom 1778 i 11:e upplagan. Synnerligt framstående var han såsom operatör för blåsstenar och skrev därom bland annat Treatise on the high operation of the stone (1723). Vidare var han den förste, som gjorde en artificiell pupill i ögat (1728), varigenom han inlade en mycket betydande förtjänst om ögonläkekonstens utveckling.